# Trine Schmidt
Trine Schmidt (* 3. Juni 1988 in Kopenhagen) ist eine ehemalige dänische Radrennfahrerin, die auf Bahn und Straße erfolgreich war.

## Sportliche Laufbahn
Trine Schmidt war eine der stärksten Radsportlerinnen Dänemarks in der ersten Dekade der 2000er Jahre. 2003 belegte sie bei dänischen Bahn-Meisterschaften zwei zweite und zwei dritte Plätze, in der Elite- sowie der Junioren-Klasse. 2004 errang sie zwei Meistertitel, im Scratch auf der Bahn sowie im Einzelzeitfahren der Juniorinnen auf der Straße. Bei den Olympischen Spielen 2008 in Peking stürzte sie im Punktefahren und belegte Platz 18.
Bis 2009 errang Trine Schmidt zahlreiche weitere nationale Titel auf Bahn und Straße. Ihr größter internationaler Erfolg war der Vize-Weltmeistertitel im Punktefahren 2008 in Manchester unter der Betreuung des deutschen Trainers Heiko Salzwedel. Zudem errang sie zahlreiche Etappensiege und vordere Plätze bei Straßenrennen. So belegte sie 2009 beim Chrono des Nations den zweiten Platz hinter Jeannie Longo-Ciprelli.
2011 beendete Schmidt ihre Radsport-Laufbahn, kehrte aber 2016 zurück und belegte bei den dänischen Straßenmeisterschaften Rang zwei im Einzelzeitfahren. Im Jahr darauf wurde sie nationale Meisterin in der Einerverfolgung und im Scratch auf der Bahn. 2017 errang sie in Punktefahren und Scratch zwei EM-Titel auf der Bahn. Beim Lauf des Bahnrad-Weltcups 2019/20 in Hongkong gewann sie mit Julie Leth das Zweier-Mannschaftsfahren.
Im Juli 2021, kurz vor den Olympischen Spielen in Tokio beendete Trine Schmidt wegen einer langwierigen Rückenverletzung ihre aktive Radsportlaufbahn. Anschließend arbeitete sie zunächst in einem Radsportcafé und kommentierte die Bahnrennen der Olympischen Spiele für Eurosport. Sie ist gelernte Physiotherapeutin.

## Erfolge

### Bahn
2004
- Dänische Meisterin – Scratch

2005
- Junioren-Europameisterschaft – Einerverfolgung

2007
- Dänische Meisterin – Scratch, Einerverfolgung

2008
- Weltmeisterschaft – Punktefahren

2009
- Dänische Meisterin – Einerverfolgung

2017
- Europameisterin – Punktefahren, Scratch
- Dänische Meisterin – Scratch, Einerverfolgung

2019
- Weltcup in Hongkong – Zweier-Mannschaftsfahren (mit Julie Leth)

2020
- Dänische Meisterin – Zweier-Mannschaftsfahren (mit Amalie Dideriksen)

### Straße
2004
- Dänische Junioren-Meisterin – Einzelzeitfahren

2006
- Junioren-Europameisterschaften – Einzelzeitfahren
- Dänische Meisterin – Mannschaftszeitfahren (mit Mie Bekker Lacota und Anette Berg)

2007
- Dänische Meisterin – Einzelzeitfahren
- eine Etappe Gracia Orlová